# Ryu Mi-yong
Ryu Mi-yong (* 14. Februar 1921 in der Mandschurei; † 23. November 2016 in Pjöngjang, Nordkorea) war eine nordkoreanische Politikerin. 
Ryu Mi-yong verließ ihr Elternhaus bereits mit 16 Jahren und heiratete zum ersten Mal. Nach der Teilung ihrer koreanischen Heimat lebte sie im Süden des Landes. Ihr zweiter Ehemann, Choe Dok-sin, war ein südkoreanischer Politiker. 1977 ging Ryu gemeinsam mit ihrem Mann zunächst ins Exil in die USA und 1986 nach Nordkorea, wo sie bis zu ihrem Tod lebte. Nach dem Tod ihres Mannes 1989 übernahm sie von diesem den Vorsitz des Zentralkomitees der Chondoistischen Ch’ŏngu-Partei, einer nordkoreanischen Blockpartei. Daneben war sie bis zu ihrem Tod Mitglied des Präsidiums der Obersten Volksversammlung, des nordkoreanischen Parlaments.
Ryu starb an Lungenkrebs im Alter von 95 laut der nordkoreanischen Nachrichtenagentur KCNA.